# Oxystigma cyanofrons
Oxystigma cyanofrons – gatunek ważki z rodziny Heteragrionidae. Występuje w północnej części Ameryki Południowej i jest szeroko rozprzestrzeniony; stwierdzany od Kolumbii na wschód po Gujanę Francuską, a na południu po brazylijski stan Amazonas.